# Theodosia howitti
Theodosia howitti är en skalbaggsart som beskrevs av François Louis Nompar de Caumont de Laporte 1873. Theodosia howitti ingår i släktet Theodosia och familjen Cetoniidae. Inga underarter finns listade i Catalogue of Life.